# John Brown (domestique)
Pour les articles homonymes, voir John Brown (homonymie) et Brown.
John Brown, né le 8 décembre 1826 et mort le 27 mars 1883, était un domestique écossais et le favori de la Reine Victoria pendant plusieurs années. Il était reconnu par beaucoup (notamment par la reine) pour sa compétence et sa convivialité, mais d'autres lui reprochaient son influence et ses manières informelles. La nature exacte de ses relations avec Victoria fut un grand sujet de spéculations pour ses contemporains et continue d'alimenter la controverse.
Durant les années 1860, Victoria se reposa de plus en plus sur John Brown. Des rumeurs calomnieuses d'une relation romantique et même d'un mariage secret commencèrent à être imprimées dans la presse et la reine fut même affublée du sobriquet de « Mme Brown ». Une peinture d'Edwin Landseer représentant la reine avec Brown fut exposée à la Royal Academy et Victoria elle-même publia avec un grand succès un livre, Leaves from the Journal of Our Life in the Highlands, où elle faisait un vibrant éloge de son homme de confiance.
Le 28 février 1872, Arthur O'connor (petit-neveu, âgé de 17 ans, du député irlandais Feargus O'Connor) agita un pistolet non chargé devant le cortège de Victoria à sa sortie du palais de Buckingham. Brown, qui accompagnait la reine, neutralisa O'Connor qui fut par la suite condamné à douze mois de prison. La popularité de Victoria fut encore renforcée par l'incident.
Le 17 mars 1883, la reine tomba dans les escaliers à Windsor et elle boita jusqu'au mois de juillet ; elle ne se rétablit jamais complètement et commença à souffrir de rhumatismes. Brown mourut dix jours après l'accident et à la consternation de son secrétaire privé, Henry Ponsonby, Victoria commença à rédiger une biographie eulogique de son ancien domestique. Ponsonby et Randall Davidson, le doyen de Windsor, qui avaient lu les brouillons, conseillèrent à Victoria de ne pas les publier car cela alimenterait les rumeurs d'une relation amoureuse ; le manuscrit fut détruit. Néanmoins, au début de l'année 1884, Victoria publia More Leaves from a Journal of a Life in the Highlands, une suite de son précédent livre dédiée à son « assistant personnel dévoué et ami fidèle John Brown ».
À la mort de Victoria, des souvenirs rappelant sa famille élargie, ses amis et ses domestiques furent placés dans le cercueil à sa demande. Un des peignoirs d'Albert fut placé à son côté avec un moulage en plâtre de sa main tandis qu'une mèche de cheveux de John Brown et une photographie de lui furent placés dans sa main gauche et dissimulés à la famille par un bouquet de fleurs bien placé,.
En 1997, l'histoire de leur relation fit l'objet du film La Dame de Windsor, avec Judi Dench et Billy Connolly dans les rôles principaux.

## Liens
- Ressource relative aux beaux-arts :   - National Portrait Gallery
- Notice dans un dictionnaire ou une encyclopédie généraliste :   - Oxford Dictionary of National Biography
- Notices d'autorité :   - VIAF
  - ISNI
  - LCCN
  - GND
  - Pays-Bas
  - Israël
  - NUKAT
  - WorldCat